# Christophe Baseane Nangaa
Christophe Baseane Nangaa est un  homme politique de la république démocratique du Congo, gouverneur de la province du Haut-Uele du 10 avril 2019 à avril 2024. Il succède à Jean-Pierre Lola Kisanga à la tête de la province, deuxième gouverneur de cette province depuis le démembrement de la province  orientale en 2015.

## Biographie
Son frère, Corneille Nangaa, est président de la Commission électorale nationale indépendante entre 2015 et 2021,.